# Marculfo
Marculfo (Bayeux, 500 circa – Isole di San Marculfo, 1º maggio 588) è stato un abate franco, venerato come santo dalla Chiesa cattolica e commemorato il 1º maggio.

## Biografia
Non si sa molto sulla sua vita. San Marculfo è stato eremita, monaco e poi abate di Nantus nel Cotentin. Ha incontrato Elerio e lo ha spinto a convertire gli abitanti di Jersey. Marculfo è morto nelle Isole di San Marculfo (Îles Saint-Marcouf), al largo del Cotentin. Le sue reliquie furono spostate in Normandia a Corbeny dove sono state utilizzate per l'incoronazione dei re di Francia. San Marculfo viene invocato contro l'adenite tubercolare.

## Venerazione
La Chiesa cattolica lo ricorda il 1º maggio
(Martirologio Romano, ed. 2004, p. 368)